# 1999年度叱咤樂壇流行榜頒獎典禮得獎名單
1999年度叱咤樂壇流行榜頒獎典禮於2000年1月1日晚上八時在灣仔香港會議展覽中心新翼Hall 3舉行。

## 得獎名單

### 歌曲獎項

#### 叱咤樂壇至尊歌曲大獎
- 左右手
  - 主唱：張國榮
  - 作曲：葉良俊
  - 填詞：林夕
  - 編曲：Gary Tong
  - 監製：Alvin Leong
  - 唱片：《陪你倒數》

#### 專業推介．叱咤十大
| 排名   | 歌曲             | 歌手   | 作曲        | 填詞   | 編曲                   | 監製           | 收錄唱片               |
| ------ | ---------------- | ------ | ----------- | ------ | ---------------------- | -------------- | ---------------------- |
| 第二位 | 天煞孤星         | 鄭伊健 | 陳光榮      | 林夕   | 陳光榮                 | 陳光榮         | 《中華英雄電影原聲帶》 |
| 第三位 | 羅馬假期         | 古巨基 | 張佳添      | 林家敏 | Billy Chan             | 張佳添、古巨基 | 《天氣會變》           |
| 第四位 | 抬起我的頭來     | 楊千嬅 | 陳輝陽      | 林夕   | 陳輝陽                 | 陳輝陽         | 《夏天的故事》         |
| 第五位 | 有個人           | 張學友 | Eric Kwok   | 陳少琪 | 黃艾倫、李浩倫、杜自持 | 歐丁玉         | 《有個人》             |
| 第六位 | 給我愛過的男孩們 | 彭 羚  | Eric Kwok   | 黃偉文 | 梁基爵                 | 黃耀明         | 《一枝花》             |
| 第七位 | 郵差             | 王 菲  | Adrian Chan | 林夕   | Adrian Chan            | Alvin Leong    | 《只愛陌生人》         |
| 第八位 | 幸福摩天輪       | 陳奕迅 | Eric Kwok   | 林夕   | 劉祖德                 | 王紀華         | 《幸福》               |
| 第九位 | 對你太在乎       | 陳慧琳 | 吳國敬      | 林夕   | 吳國敬、孫偉明         | 吳國敬         | 《真感覺》             |
| 第十位 | 非走不可         | 謝霆鋒 | 伍樂城      | 林夕   | 伍樂城                 | 伍樂城         | 《Believe》            |

以下所有以粗體顯示的歌名，代表該歌曲為1999年叱咤903專業推介冠軍作品。

### 唱片獎項

#### 叱咤樂壇至尊唱片大獎
- 《天佑愛人》
  - 歌手：陳奕迅
  - 唱片監製：王紀華、蔡一智
    - 上榜歌曲：貝多芬與我、快高長大、每一個明天、今日、第五個現代化
    - 演繹歌曲：每一個明天

### 幕後獎項

#### 叱咤樂壇唱作人大獎
- 劉德華
  - 唱作作品：愛你一萬年、預謀、心只有你、愛無知、痛

#### 叱咤樂壇作曲家大獎
- 雷頌德
  - 上榜作品：真感覺、我敢去愛、如果可以再見你、對不起我愛誰、SUGAR IN THE MAMALADE、酸、我愛花香不愛花、完完全全為你、世紀末煙花、從今開始、發熱發亮、如何可以不愛她、第六元素、愛是多簡單

#### 叱咤樂壇填詞人大獎
- 林夕
  - 上榜作品：陪你倒數、有空請愛我、回家、戀愛情色、冰點、心繼續跳、陪我談戀愛、守望麥田、四百GIG、對不起 我愛誰、酸、熱氣球、感情生活、新陳代謝、千禧年、世界這分鐘、眼福、心動、You're My Friend、左右手、郵差、幸福摩天輪、對你太在乎、天煞孤星、非走不可、如果可以再見你、來夜方長、寵物、如何可以不愛他、一枝花、與你無關、從今開始、當時的月亮、愛後餘生、抬起我的頭來、我愛花香不愛花

#### 叱咤樂壇監製大獎
- 雷頌德
  - 上榜作品30首：真感覺、我敢去愛、如果可以再見你、我愛花香不愛花、完完全全為你、從今開始、發熱發亮、如何可以不愛她

### 歌手獎項

#### 叱咤樂壇生力軍
- 金獎：恭碩良
  - 上榜歌曲：Here And Now、你著幾號鞋、愛空間
  - 演繹歌曲：你著幾號鞋
- 銀獎：張柏芝
  - 上榜歌曲：任何天氣、留給最愛的說話、星語心願、一直掛念、目的地
- 銅獎：容祖兒
  - 上榜歌曲：未知、逃避你、這分鐘更愛你

#### 叱咤樂壇男歌手
- 金獎：許志安
  - 上榜歌曲：愛是多簡單、第六元素、世紀末煙花、直覺、相信愛、教我如何不愛他、這樣享受戀愛、真心真意、如何可以不愛她、完完全全為你
  - 演繹歌曲：真心真意
- 銀獎：陳奕迅
  - 上榜歌曲：新生活、貝多芬與我、快高長大、每一個明天、今日、第五個現代化、幸福摩天輪
- 銅獎：謝霆鋒
  - 上榜歌曲：四百GIG、估計錯誤、只要為你活一天、謝謝你的愛1999、曝光、非走不可、改造人、愛後餘生

#### 叱咤樂壇女歌手
- 金獎：陳慧琳
  - 上榜歌曲：情不自禁、我敢去愛、戀愛情色、還是趁早把你忘記、真感覺、都是你的錯、對你太在乎
  - 演繹歌曲：真感覺
- 銀獎：楊千嬅
  - 上榜歌曲：非買品、一些生活、夢裡的人、有發生過、幹甚麼、微笑、冰點、夏天的故事、抬起我的頭來
- 銅獎：鄭秀文
  - 上榜歌曲：祝你快樂、真命天子、愛你是我一生中理想、出界、宿命主義、Arigatou、寵物、發熱發亮、插曲

#### 叱咤樂壇組合
- 金獎：Beyond
  - 上榜歌曲：不見不散、扯火、犧牲、Good Time
  - 演繹歌曲：犧牲
- 銀獎：Anodize
  - 上榜歌曲：夜長夢多、似快樂、天上人間
- 銅獎：Zen
  - 上榜歌曲：回來、千禧年

### 我最喜愛的獎項

#### 叱咤樂壇我最喜愛的歌曲大獎
- 幸福摩天輪
  - 主唱：陳奕迅
  - 作曲：Eric Kwok
  - 填詞：林夕
  - 編曲：劉祖德
  - 監製：王紀華
  - 唱片：《幸福》
    - 最後五強：

| 編號 | 歌曲                   | 歌手   | 票數（A區） | 票數（B區） | 票數（C區） | 票數（D區） | 總票數 |
| ---- | ---------------------- | ------ | ----------- | ----------- | ----------- | ----------- | ------ |
| 1    | Sugar in the Marmalade | 黎明   | 228         | 255         | 145         | 663         | 1291   |
| 2    | 郵差                   | 王菲   | 240         | 285         | 190         | 336         | 1051   |
| 3    | 插曲                   | 鄭秀文 | 146         | 153         | 80          | 209         | 588    |
| 4    | 新的喝采               | 郭富城 | 60          | 94          | 58          | 123         | 335    |
| 5    | 幸福摩天輪             | 陳奕迅 | 421         | 549         | 243         | 639         | 1852   |

#### 叱咤樂壇我最喜愛的男歌手
- 黎明
  - 最後五強：

| 編號 | 歌手   | 票數（A區） | 票數（B區） | 票數（C區） | 票數（D區） | 總票數 |
| ---- | ------ | ----------- | ----------- | ----------- | ----------- | ------ |
| 1    | 許志安 | 276         | 308         | 153         | 382         | 1119   |
| 2    | 陳奕迅 | 258         | 340         | 155         | 371         | 1124   |
| 3    | 郭富城 | 180         | 256         | 134         | 339         | 909    |
| 4    | 黎明   | 198         | 245         | 141         | 652         | 1236   |
| 5    | 謝霆鋒 | 122         | 141         | 77          | 186         | 526    |

#### 叱咤樂壇我最喜愛的女歌手
- 王　菲
  - 演繹歌曲：當時的月亮
    - 最後五強：

| 編號 | 歌手   | 票數（A區） | 票數（B區） | 票數（C區） | 票數（D區） | 總票數 |
| ---- | ------ | ----------- | ----------- | ----------- | ----------- | ------ |
| 1    | 王 菲  | 388         | 490         | 291         | 914         | 2083   |
| 2    | 梁詠琪 | 46          | 43          | 37          | 61          | 187    |
| 3    | 陳慧琳 | 181         | 224         | 111         | 260         | 776    |
| 4    | 楊千嬅 | 106         | 114         | 71          | 168         | 459    |
| 5    | 鄭秀文 | 240         | 237         | 126         | 374         | 977    |

#### 叱咤樂壇我最喜愛的組合
- Beyond
  - 演繹歌曲：Good Time

### 雷霆樂壇班霸
- 華星唱片出版有限公司

### 叱咤東方飛碟至尊歌手
- 莫文蔚
  - 演繹歌曲：回家

### 加州紅最熱點唱歌手
- 許志安
  - 演繹歌曲：如何可以不愛她

### 四台聯頒音樂大獎：歌曲大獎
- 幸福摩天輪
  - 主唱：陳奕迅
  - 作曲：Eric Kwok
  - 填詞：林夕
  - 編曲：劉祖德
  - 監製：王紀華
  - 唱片：《幸福》